# 蒙塔尼莱比克西
蒙塔尼莱比克西（法語：Montagny-lès-Buxy，法語發音：[mɔ̃taɲi lɛ byksi]，意为“比克西附近的蒙塔尼”）是法国索恩-卢瓦尔省的一个市镇，属于索恩河畔沙隆区。

## 地理
蒙塔尼莱比克西（46°42'23"N, 4°40'13"E）面积5.27 平方千米，位于法国勃艮第-弗朗什-孔泰大區索恩-卢瓦尔省，该省份为法国中部省份，北起顺时针与科多尔省、汝拉省、安省、罗讷省、卢瓦尔省、阿列省和涅夫勒省接壤。
与蒙塔尼莱比克西接壤的市镇（或旧市镇、城区）包括：比塞苏克吕绍、比克西、塞尔索、瑞利莱比克西、圣瓦勒兰、萨桑日。

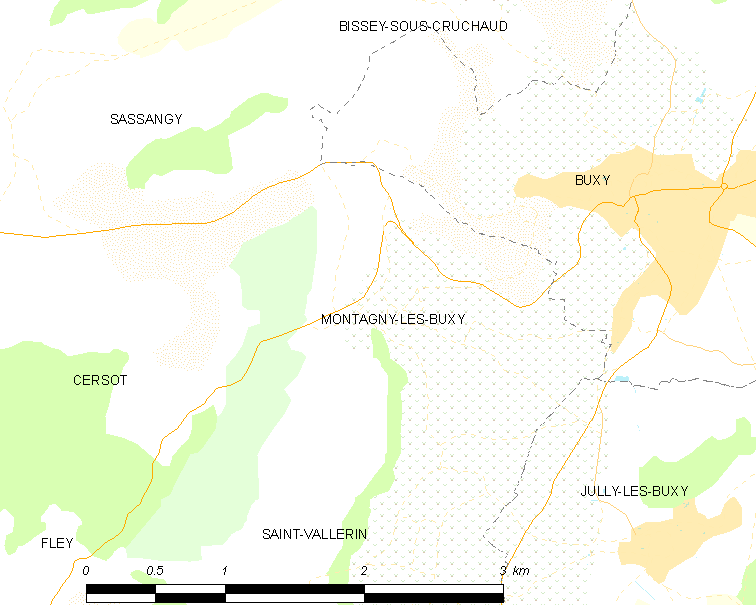
蒙塔尼莱比克西的OSM定位图

蒙塔尼莱比克西的时区为UTC+01:00、UTC+02:00（夏令时）。

## 行政
蒙塔尼莱比克西的邮政编码为71390，INSEE市镇编码为71302。

## 政治
蒙塔尼莱比克西所属的省级选区为日夫里县。

## 人口

1962-2008年间蒙塔尼莱比克西人口变化图示

蒙塔尼莱比克西于2022年1月1日时的人口数量为203人。